# CITY!WAKAYAMA
CITY!WAKAYAMA(シティ！ワカヤマ)は和歌山県和歌山市元寺町5丁目にある延田エンタープライズの開発したショッピングセンターである。

## 概要
長崎屋和歌山店（1970年12月5日開店、2002年11月17日閉店）の跡地を大規模改装する形で、2003年4月21日にオープンした。
国道24号側の出入口から入ると3階までの巨大な吹き抜けがある。
オープン当初は、コムサイズムや鶴橋風月などの全国チェーンの他、4階には延田エンタープライズ直営のボウリング場（BOWL 123）やゲームセンター（AMUSE 123）も存在したが、数年のうちにいずれも閉店し、上層階を中心に空きスペースが目立っている。2022年12月時点で、2階は1店舗のみ営業、3階も営業しているのは4店舗のみで空きスペースが多く、4階に至ってはフロア自体が閉鎖されている状況である。

## 店舗（2024年2月時点）

### 1階-毎日の生活が便利で楽しいフロア
- CITY!123（パチンコ店）
- 松源（スーパーマーケット）
- ピュール・パンナ（焼きたてパン）※松源内店舗
- サンドラッグ
- ジャンボクリーニング
- ☆（☆は「味」を丸で囲む）シティー（和歌山ラーメン）

以下の店舗は建物外に存在する
- 紀陽銀行ATM

### 2階-ファッションと服飾のフロア
- カーブス シティ！ワカヤマ 元寺町（フィットネスクラブ）

### 3階-生活・文化雑貨のフロア
- セリア生活良品（100円ショップ）
- かわいいおじぞうさん工房（ことばの色紙）
- オンセンド（ファッションプラザ）
- 占いのコスモ・フォーチュン（占い）

### 4階-アミューズメントのフロア（閉鎖）
延田エンタープライズ直営を経て、T.T bowlというボウリング場およびゲームセンターがあったが2016年9月30日に閉店 したため、現在は立入禁止となっている。

## 近隣ショッピングセンター
- オークワ系
  - パームシティ和歌山
  - ガーデンパーク和歌山
  - セントラルシティ和歌山
- イオン系
  - イオンモール和歌山